# Distúrbios sociais na Martinica em 2024
Os distúrbios sociais na Martinica em 2024 ocorrem desde setembro de 2024 com protestos generalizados e confrontos violentos em todo o território caribenho francês da Martinica. A  instabilidade é causada pelo elevado custo de vida, pelas consequentes proibições de protestos públicos impostas pelo governo central de França em vários municípios, e pelo destacamento de polícias de choque de elite que foram banidas do território há mais de 65 anos devido ao assassinato anterior de vários jovens manifestantes.

## Antecedentes
Nos anos anteriores a 2024, Martinica foi o local de vários protestos generalizados contra a desigualdade nas áreas raciais e econômicas. Os protestos e distúrbios civis foram especialmente prevalentes durante a pandemia de COVID-19, onde vários civis protestaram contra as restrições de COVID implementadas pelo governo francês em novembro de 2021. Esses protestos foram lançados em cooperação com sindicatos trabalhistas da vizinha Guadalupe contra as exigências da França feitas em meados de setembro de 2020 para ter um passe certificando a vacinação contra COVID-19 por profissionais de saúde, a fim de ter acesso a viagens de longa distância, restaurantes, arenas esportivas e outros locais públicos, sob pena de suspensão. Os protestos também expressaram raiva pela desigualdade racial e econômica generalizada, e exigiram aumentos salariais gerais, aumento na contratação de professores e maiores benefícios para o desemprego. Em resposta aos protestos, o governo francês divulgou uma declaração dizendo que, “Se a lei da República deve ser aplicada em todas as regiões francesas, e portanto em Guadalupe e Martinica, a forma como ela é aplicada deve ser adaptada às condições sociais e às situações de saúde pública desses territórios.”
Os protestos resultaram em vários tiros disparados contra as forças de segurança francesas, bem como contra diversos jornalistas próximos. Vários policiais ficaram feridos, resultando em dez prisões. O porta-voz francês Gabriel Attal denunciou a violência nos protestos, chamando-a de "inaceitável". Além da violência, vários bloqueios de estradas foram montados pelos manifestantes, enquanto carros foram incendiados e saques ocorreram em muitos municípios. A polícia usou granadas de efeito moral e gás lacrimogêneo para dispersar os manifestantes.

## Distúrbios sociais
Os protestos começaram a se espalhar pela Martinica em setembro de 2024 em resposta aos altos custos de vida e à desigualdade social, racial e econômica. Isso incluiu estatísticas divulgadas pelo Insee que indicavam que os moradores da Martinica pagavam cerca de 30% a 42% a mais por alimentos em relação aos moradores da França continental, o que foi visto por muitos manifestantes e líderes dos direitos civis como emblemático da persistente desigualdade racial histórica no território francês de maioria negra. A Associação para a Proteção dos Povos e Recursos Afro-Caribenhos apoiou as manifestações como parte de uma campanha contínua para tornar a comida acessível e equitativa em preço para os cidadãos da Martinica.
Isso culminou em tiros de manifestantes que feriram pelo menos quatorze pessoas, incluindo onze policiais e pelo menos um cidadão, e também resultou em vários carros incendiados, prédios destruídos pelo fogo e lojas saqueadas. A polícia usou gás lacrimogêneo contra pequenos protestos.
Como reação aos distúrbios, o governo francês implementou uma proibição de protestos e grandes aglomerações em Ducos, Fort-de-France, Le Robert e Le Lamentin, e implementou um toque de recolher para "pôr fim à violência e aos danos cometidos nas manifestações, bem como aos inúmeros obstáculos à vida diária e à liberdade de movimento que penalizam toda a população, especialmente nos fins de semana". As restrições legais resultaram em mais ressentimento dos manifestantes e provocaram protestos maiores e ainda mais generalizados ocorrendo em todo o território em 21 de setembro, com vídeos mostrando milhares de manifestantes pacíficos agitando bandeiras e batendo tambores enquanto marchavam nas rodovias.
Em resposta a resistência, o governo francês enviou as Companhias Republicanas de Segurança para a ilha, uma unidade de polícia de choque de elite que havia sido banida do território por mais de 65 anos devido à sua repressão violenta e desproporcionalmente enérgica de manifestações que mataram vários jovens manifestantes em dezembro de 1959.
Em 10 de outubro, em um dos dias mais mortais dos tumultos, pelo menos uma pessoa foi morta quando manifestantes atearam fogo a uma delegacia de polícia, carros e barricadas de estrada enquanto entravam em confronto com policiais. 26 policiais também ficaram feridos com ferimentos de bala.

## Respostas
A representante do Partido Socialista de Martinica, Béatrice Bellay, denunciou duramente a decisão de enviar as Companhias Republicanas de Segurança para a ilha, afirmando que: “Martinica não está em uma guerra civil, é uma guerra social” que requer “diálogo aberto e transparente” entre manifestantes e governo. Ela esclareceu ainda que: “Esta medida... serve apenas para agravar as tensões e distrair a atenção das demandas legítimas do povo de Martinica.”